# Кааби, Хоссейн
Хоссейн Кааби (перс. حسین کعبی‎; род. 23 сентября 1985, Ахваз, Иран) — иранский футболист, правый защитник. Выступал за сборную Ирана. Младший в семье из 14 братьев и сестер. Его семья принадлежит к арабскому меньшинству Хузестана. Как футболист был известен своими частыми атаками по флангу и свирепым нравом, несмотря на свой скромный рост.

## Клубная карьера
Кааби начал свою футбольную карьеру в академии «Эстеглаль Ахваз», а затем перебрался в «Фулад». Именно в этом клубе хорватский тренер Винко Бегович раскрыл талант Кааби и начал ставить его в основу, несмотря на юность. Он был вызван в сборную Ирана до 17 лет, а после Кубка Азии был вызван и в главную команду страны. К Кааби стали проявлять внимание европейские клубы, в 2003 году он прошёл трёхнедельный просмотр в «Вулверхэмптон Уондерерс». Он был частью команды, которая выиграла чемпионат Ирана в 2004 году, впервые в истории Фулада. Кааби разочаровал многих, когда подписал контракт с клубом из ОАЭ Эмирейтс. В ОАЭ Кааби не заиграл и вернулся на родину, но уже в «Персеполис».
5 июля 2007 года Кааби подписал двухлетний контракт с «Лестер Сити» за неназванную сумму. Он дебютировал в Англии, выйдя на замену в победном 4:1 матче с «Уотфордом» 25 августа. Всё время пребывания в Лестере Кааби пользовался услугами переводчика, так как не знал английского. Проблемы с формой и адаптацией привели к тому, что игрок был переведен в резервный состав после увольнения тренера Мартина Аллена 29 августа.
Кааби в интервью 19 сентября заявил, что всем доволен в «Лестере» и хотел бы показать свой талант болельщикам. Но 15 октября он рассказал газете Leicester Mercury, что расстроен своим пребыванием в резерве. Позже он заявил Sky Sports, что если его пребывание на скамейке продолжится, то он рассмотрит вариант с отъездом из Лестера.
Наконец, Кааби вышел на поле 11 декабря в проигранном 1:3 матче с «Ипсвич Таун». Хотя новый тренер Иэн Холлоуэй не включил его в список игроков на продажу, следующий матч с «Халл Сити» стал последним для Кааби в «Лестере». Контракт был расторгнут по взаимному согласию 4 февраля 2008 года, а трудоустроиться в Англии игроку помешало закрытие трансферного окна 1 февраля.
Кааби вернулся на родину в «Персеполис». Он выиграл чемпионат Ирана во второй раз. Несмотря на предложение от команды продлить контракт, он решил перейти в клуб «Сайпа», заявив, что хочет попробовать себя в новом клубе, а в «Персеполисе» больше играть не может, без объяснения. Многие полагали, что он переехал в «Сайпу» из-за лучших финансовых условий. После двух сезонов в «Сайпе» и выступлений в азиатской Лиге чемпионов Кааби присоединился к «Стил Азин». Проведя там два сезона, он отправился в «Рах Ахан», где присоединился к своему любимому тренеру Али Даеи. Однако вскоре между Кааби и Даеи произошёл конфликт из-за постоянных опозданий игрока на тренировки, и Кааби перешёл в «Санат Нафт» в январе 2013 года, где отыграл полгода и перешёл в «Эстеглаль Хузестан» перед началом сезона 2013—14, где и завершил карьеру.

## Карьера в сборной
Кааби сыграл свой первый матч за сборную Ирана, едва ему исполнилось 16 лет, а первый гол забил неофициальном матче в ворота Камеруна 15 августа 2003 года. Свой первый официальный гол за Иран Кааби провел в ворота Новой Зеландии в 2003 году на Кубке вызова АФК/ОФК. В 2004 году он был назван среди 10 наиболее перспективных игроков мирового футбола по версии журнала World Soccer Magazine. Кааби был в составе сборной на Кубке Азии 2004, где Иран занял третье место, а также выиграл Чемпионат Федерации футбола Западной Азии 2004 года. Кааби вошёл в состав команды Ирана на Чемпионате мира по футболу 2006 года, появившись на поле во всех трех матчах группового этапа. Его самым запоминающимся матчем на турнире стала игра против Португалии, где он сумел «закрыть» Криштиану Роналду и Фигу. Кааби также был включен в состав сборной на Кубок Азии 2007, но появился на поле лишь однажды, в игре против Китая, который завершился вничью 2-2. Он также выступал в отборе к Кубку Азии 2011. В 2010 году он совершил ошибку в товарищеском матче против Катара, из-за которой Иран проиграл на последних минутах, и в дальнейшем выходил лишь на замену.

## Достижения
«Фулад»
- Чемпионат Ирана по футболу: 2004/05

«Персеполис»
- Чемпионат Ирана по футболу: 2007/08

Сборная Ирана
- Кубок вызова АФК/ОФК: 2003
- Чемпионат Федерации футбола Западной Азии: 2004
- Чемпионат Азии по футболу среди юношеских команд (до 16 лет), финалист: 2000